# ロビソン・フィールド
ロビソン・フィールド（Robison Field）は、アメリカのミズーリ州セントルイスにかつて存在した野球場。ナショナルリーグのセントルイス・カージナルス（旧称ブラウンズ、パーフェクトス）が1893年から1920年のシーズン途中まで本拠地にしていた。
1893年4月27日、ブラウンズの新本拠地としてオープン。開場時の名称は前本拠地と同じスポーツマンズ・パーク（Sportsman's Park）だった。1899年、当時ポピュラーな球場名の一つだったリーグ・パーク（League Park）に改称。1911年には球団オーナーだったスタンリー・ロビソンが死去したことを受けてロビソン・フィールドになった。
またバンデベンター・アベニュー（Vandeventer Avenue）沿いにあったことからバンデベンター・ロット（Vandeventer Lot）、ブラウンズが球団名をカージナルスに変えてからはカージナル・フィールド（Cardinal Field）と呼ばれることもあった。
木製の球場だったため、1898年4月16日と1901年5月4日、ともに試合中に火災が発生している。木製球場が時代遅れのものになり、鉄筋コンクリート製の球場が主流になっていた1920年、カージナルスはシーズン途中でスポーツマンズ・パークに移転した。
| 前本拠地： スポーツマンズ・パーク 1882 - 1892 | セントルイス・カージナルスの本拠地 1893 - 1920 | 次本拠地： スポーツマンズ・パーク 1920 - 1966 |